# لارا دبانه
لارا دبانه (انگلیسی: Lara Debbana؛ زادهٔ ۲۸ نوامبر ۱۹۹۴) مدل اهل مصر است. او در سال ۲۰۱۴ برنده عنوان ملکه زیبایی مصر شد.
او در جشنواره‌های مختلف برنده عنوان «ملکه زیبایی» شده‌است.